# Anne Rooney
Anne Rooney (* 28. května 1959 Birmingham) je britská spisovatelka, autorka knih pro děti a mládež, též učitelka anglického jazyka a literatury.
Studovala a získala doktorát na Trinity College Univerzity v Cambridgi. Poté vyučovala angličtinu a středověkou francouzskou literaturu. Jako spisovatelka pro děti i dospělé píše knihy o historii, filozofii vědy a z oblasti vědy a techniky. Žije v Cambridge v Anglii spolu s dcerami a zvířaty. Je členkou Royal Society of Arts.